# Secret Service (zespół muzyczny)
Secret Service – szwedzki zespół popowy popularny w latach 80. XX wieku, wykonujący piosenki w języku angielskim.

## Historia zespołu
W 1979 roku Ola Håkansson (znany też jako Oson), były wokalista popularnego w Szwecji w latach 60. XX wieku zespołu Ola & the Janglers i pracownik wytwórni Sonet Records, wraz z kompozytorem Timem Norellem i grającym na instrumentach klawiszowych Ulfem Wahlbergiem stworzyli kilka piosenek, które wysłali na Melodifestivalen – szwedzkie eliminacje do europejskiego konkursu piosenki Eurowizja. Nie odnieśli sukcesu, ale postanowili kontynuować współpracę, zmieniając nazwę projektu z Ola+3 na Secret Service. Obok Oli Håkanssona (śpiew), Tima Norella i Ulfa Wahlberga (instrumenty klawiszowe) skład dopełnili Tony Lindberg (gitary), Leif Paulsen (gitara basowa) i Leif Johansson (perkusja). Rozpoczęto też współpracę z autorem tekstów Björnem Håkansonem.
Norell, który wraz z Håkanssonem był autorem muzyki do większości utworów zespołu, postanowił nie występować wraz z Secret Service i nie pojawiać się na fotografiach zespołu. Pierwszy singel Secret Service zatytułowany „Oh Susie” stał się przebojem w Szwecji i w kilku krajach Europy i Ameryki Południowej. Tak samo zatytułowany album, zawierający drugi przebój „Ten O’Clock Postman”, w Szwecji uzyskał status złotej płyty. Sukces grupy przypieczętowała piosenka „Flash in the Night” (1982, na płycie Cutting Corners) odnotowana na listach przebojów w całej kontynentalnej Europie. W połowie lat 80. XX wieku Norell i Håkansson zaczęli tworzyć i produkować dla innych artystów. Piosenka „The Way You Are” zaśpiewana przez Osona w duecie z byłą wokalistką ABBY Agnethą Fältskog stała się złotym singlem w Szwecji.
W 1985 zespół był gościem specjalnym na Międzynarodowym Festiwalu Piosenki w Operze Leśnej w Sopocie. W tym czasie, na fali popularności Secret Service również w Polsce, firma Wifon wydała w 1986 składankowy album zespołu pt. Greatest Hits.
W 1987 sami Håkansson, Norell, i Wahlberg wraz z multiinstrumentalistą Andersem Hanssonem i basistą Matsem A. Lindbergiem wydali Aux Deux Magots - ostatni album sygnowany przez Secret Service. Następnie Hansson wraz Håkanssonem and Norellem utworzyli Megatrio, szwedzką wersję spółki producenckiej Stock-Aitken-Waterman.
Na początku lat 90. XX wieku Norell i Håkansson wraz z Alexandrem Bardem tworzyli następne trio producenckie Norell Oson Bard.
W 1992 Ola Håkansson wraz ze współpracownikami założyli Stockholm Records – spółkę joint venture wraz z potentatem PolyGram. Firma współpracowała z Army Of Lovers, The Cardigans i z wielu innymi.
W 2007 roku zespół reaktywował się bez Oli Håkanssona.
W październiku 2021 roku grupa powróciła w nowym singlu Lit de Parade.

## Charakterystyka stylu
Secret Service na pierwszych dwóch albumach (Oh Susie i Ye Si Ca) przedstawił muzykę pop - disco. Na trzeciej płycie długogrającej, zatytułowanej Cutting Corners, a uważanej za szczytowe osiągnięcie Secret Service, grupa zwróciła się ku electro i new romantic wprowadzając jednocześnie rytmy dyskotekowe. Kolejne płyty zawierały muzykę do tańca oraz ballady.

## Skład podstawowy
- Ola Håkansson – śpiew
- Ulf Wahlberg – instrumenty klawiszowe
- Tim Norell  – instrumenty klawiszowe[1]
- Tonny Lindberg – gitary
- Leif Paulsén – gitara basowa
- Leif Johansson – instrumenty perkusyjne

## Dyskografia
Albumy
- Oh Susie (1979)
- Ye Si Ca (1981)
- Cutting Corners (1982)
- Jupiter Sign (1984)
- When the Night Closes In (1985)
- Aux deux Magots (1987)
- Top Secret - Greatest Hits (2000)
- The Lost Box (2012)
- Secret Mission (2022)